# 博阿埃斯佩蘭薩 (聖埃斯皮里圖州)

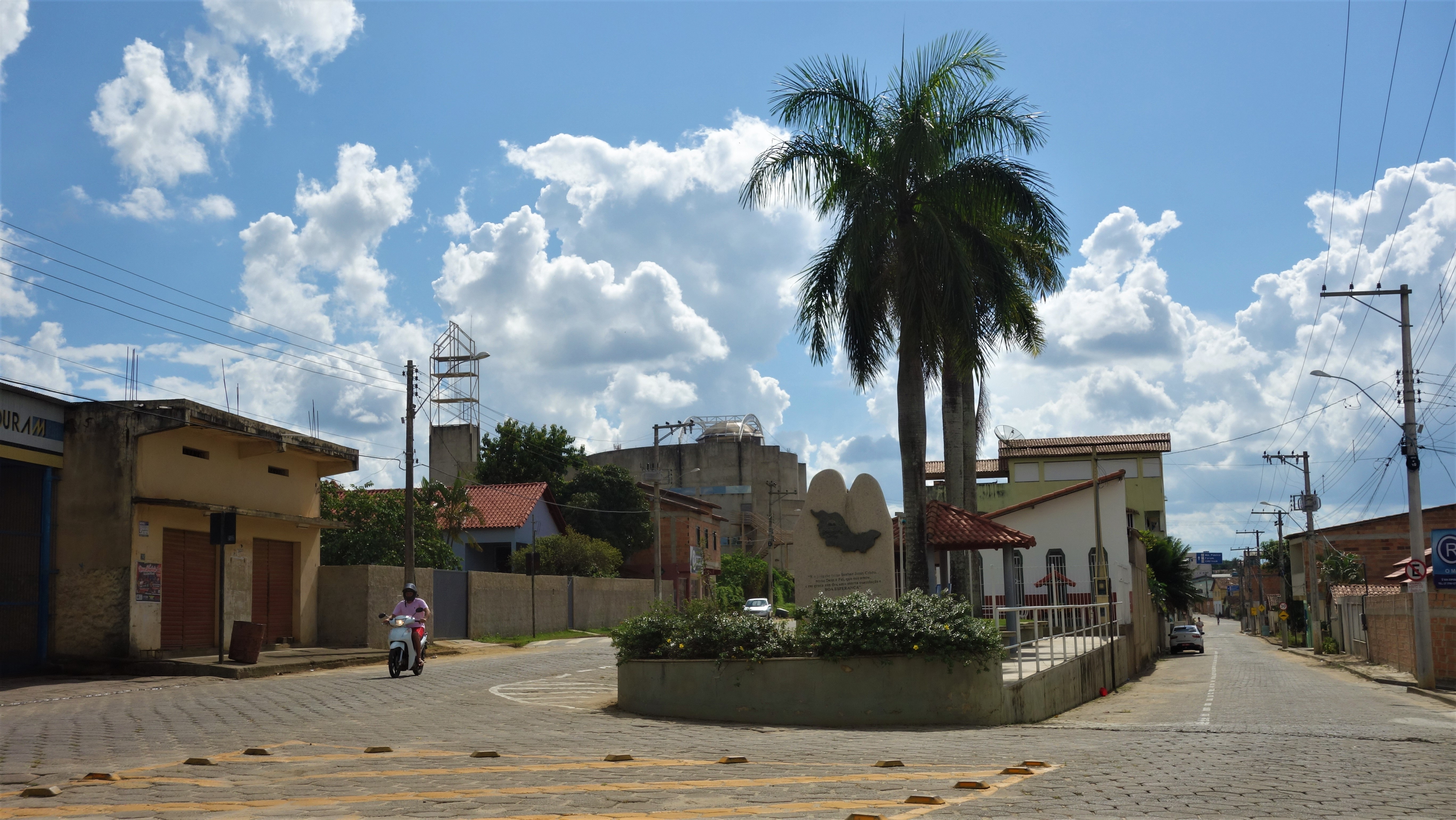
博阿埃斯佩蘭薩

18°32′24″S 40°17′45″W / 18.54000°S 40.29583°W
博阿埃斯佩蘭薩（葡萄牙語：Boa Esperança）是巴西的城鎮，位於該國東南部，由聖埃斯皮里圖州負責管轄，始建於1964年5月3日，面積428.5平方公里，海拔高度140米，2014年人口14,199，人口密度每平方公里33.14人。